# Indywidualne Mistrzostwa Polski na Żużlu 1971
Indywidualne Mistrzostwa Polski na Żużlu 1971 – zawody żużlowe zorganizowane przez Polski Związek Motorowy w celu wyłonienia medalistów indywidualnych mistrzostw Polski w sezonie 1971. Rozegrano cztery turnieje ćwierćfinałowe, dwa półfinały oraz finał, w którym zwyciężył Jerzy Gryt.

## Ćwierćfinały

### Lublin (1)
- Lublin, 16 maja 1971(dts)
- Sędzia: ?

| Msc. | Zawodnik            | Klub              | Pkt |             |  |
| ---- | ------------------- | ----------------- | --- | ----------- |  |
| 1    | Andrzej Wyglenda    | ROW Rybnik        | 13  | (3,2,3,3,2) |  |
| 2    | Jerzy Gryt          | ROW Rybnik        | 12  | (2,3,1,3,3) |  |
| 3    | Jerzy Padewski      | Stal Gorzów Wlkp. | 11  | (2,3,2,2,2) |  |
| 4    | Andrzej Perczyński  | Motor Lublin      | 10  | (2,3,0,2,3) |  |
| 5    | Jerzy Trzeszkowski  | Sparta Wrocław    | 10  | (1,2,3,3,1) |  |
|      | Jerzy Owoc          | Stal Rzeszów      | 10  | (3,3,2,1,1) |  |
|      | Henryk Żyto         | Wybrzeże Gdańsk   | 10  | (3,1,3,1,2) |  |
| 8    | Ryszard Dziatkowiak | Stal Gorzów Wlkp. | 10  | (1,2,2,2,3) |  |
| 9    | Zbigniew Jąder      | Unia Leszno       | 8   | (0,2,2,1,3) |  |
| 10   | Andrzej Mazur       | Motor Lublin      | 7   | (3,1,d,3,u) |  |
| 11   | Piotr Bruzda        | Sparta Wrocław    | 7   | (2,w,3,2,w) |  |
| 12   | Marian Krajewski    | Stal Rzeszów      | 4   | (0,1,1,0,2) |  |
| 13   | Jan Tkocz           | Wybrzeże Gdańsk   | 2   | (1,0,u,0,1) |  |
|      | Zygmunt Matjan      | Motor Lublin      | 2   | (0,u,1,0,1) |  |
|      | Marian Gomułka      | Motor Lublin      | 2   | (1,1,u)     |  |
|      | Henryk Barylski     | Motor Lublin      | 2   | (0,1,1,0)   |  |
| 17   | Stanisław Nowak     | Sparta Wrocław    | 0   | (0)         |  |

### Rzeszów (2)
- Rzeszów, 16 maja 1971(dts)
- Sędzia: ?

| Msc. | Zawodnik               | Klub                  | Pkt |             |  |
| ---- | ---------------------- | --------------------- | --- | ----------- |  |
| 1    | Paweł Waloszek         | Śląsk Świętochłowice  | 15  | (3,3,3,3,3) |  |
| 2    | Grzegorz Kuźniar       | Stal Rzeszów          | 13  | (3,2,3,3,2) |  |
| 3    | Andrzej Pogorzelski    | Stal Gorzów Wlkp.     | 12  | (3,3,3,3,0) |  |
| 4    | Stanisław Kasa         | Polonia Bydgoszcz     | 12  | (3,3,2,3,1) |  |
| 5    | Konstanty Pociejkowicz | Sparta Wrocław        | 11  | (1,2,3,2,3) |  |
| 6    | Czesław Kolman         | Unia Tarnów           | 10  | (2,3,2,2,1) |  |
| 7    | Marek Cieślak          | Włókniarz Częstochowa | 9   | (1,2,2,1,3) |  |
| 8    | Józef Jarmuła          | Śląsk Świętochłowice  | 6+3 | (2,2,2,0,0) |  |
| 9    | Zdzisław Hap           | Stal Rzeszów          | 6+2 | (2,0,0,2,2) |  |
| 10   | Zenon Plech            | Stal Gorzów Wlkp.     | 6+1 | (0,1,1,2,2) |  |
| 11   | Karol Peszke           | ROW Rybnik            | 6+0 | (1,1,1,1,2) |  |
| 12   | Benedykt Kosek         | Polonia Bydgoszcz     | 5   | (0,1,0,1,3) |  |
| 13   | Jan Luśnia             | Stal Rzeszów          | 3   | (2,0,1,0,0) |  |
| 14   | Jacek Gierzyński       | Włókniarz Częstochowa | 3   | (0,0,1,1,1) |  |
| 15   | Erwin Brabański        | Śląsk Świętochłowice  | 2   | (1,1,0,0,0) |  |
| 16   | Antoni Masłowski       | ROW Rybnik            | 1   | (0,0,0,0,1) |  |

### Zielona Góra (3)
- Zielona Góra, 16 maja 1971(dts)
- Sędzia: Rościsław Słowiecki

| Msc. | Zawodnik              | Klub                | Pkt |             |  |
| ---- | --------------------- | ------------------- | --- | ----------- |  |
| 1    | Edward Jancarz        | Stal Gorzów Wlkp.   | 15  | (3,3,3,3,3) |  |
| 2    | Zbigniew Podlecki     | Wybrzeże Gdańsk     | 12  | (3,2,3,3,1) |  |
| 3    | Antoni Woryna         | ROW Rybnik          | 11  | (3,3,0,3,2) |  |
| 4    | Stanisław Bombik      | Kolejarz Opole      | 10  | (2,0,3,2,3) |  |
| 5    | Leszek Marsz          | Wybrzeże Gdańsk     | 10  | (1,3,1,2,3) |  |
| 6    | Stanisław Skowron     | Kolejarz Opole      | 10  | (2,3,2,1,2) |  |
| 7    | Andrzej Tkocz         | ROW Rybnik          | 9   | (3,1,3,1,1) |  |
| 8    | Stanisław Tkocz       | ROW Rybnik          | 8   | (2,1,2,1,2) |  |
| 9    | Zbigniew Marcinkowski | Zgrzeblarki Z. Góra | 6+3 | (1,0,2,3,0) |  |
| 10   | Jan Ratajczyk         | Zgrzeblarki Z. Góra | 6+2 | (2,2,2,u)   |  |
| 11   | Jan Ząbik             | Stal Toruń          | 6+1 | (u,2,1,1,2) |  |
| 12   | Andrzej Tanaś         | Unia Tarnów         | 6+0 | (0,d,1,2,3) |  |
| 13   | Bogusław Nowak        | Stal Gorzów Wlkp.   | 5   | (2,1,1,d,1) |  |
| 14   | Ludwik Jaskulski      | Zgrzeblarki Z. Góra | 3   | (1,2,d,0,d) |  |
| 15   | Kazimierz Tyliński    | Zgrzeblarki Z. Góra | 2   | (1,1,d,0,w) |  |
| 16   | Stanisław Chorabik    | Unia Tarnów         | 1   | (u,d,d,d,1) |  |
| 17   | Wojciech Kaczmarek    | Unia Leszno         | 0   | (u)         |  |

### Tarnów (4)
- Tarnów, 16 maja 1971(dts)
- Sędzia: Tadeusz Grela

| Msc. | Zawodnik           | Klub                 | Pkt |             |  |
| ---- | ------------------ | -------------------- | --- | ----------- |  |
| 1    | Henryk Glücklich   | Polonia Bydgoszcz    | 13  | (2,2,3,3,3) |  |
| 2    | Zygmunt Pytko      | Unia Tarnów          | 12  | (3,3,3,3,0) |  |
| 3    | Janusz Plewiński   | Stal Toruń           | 12  | (0,3,3,3,3) |  |
| 4    | Andrzej Koselski   | Polonia Bydgoszcz    | 12  | (3,2,2,3,2) |  |
| 5    | Zygfryd Friedek    | Kolejarz Opole       | 11  | (2,3,2,1,3) |  |
| 6    | Zdzisław Dobrucki  | Unia Leszno          | 11  | (3,1,3,2,2) |  |
| 7    | Jan Mucha          | Śląsk Świętochłowice | 10  | (3,2,1,2,2) |  |
| 8    | Jerzy Szczakiel    | Kolejarz Opole       | 10  | (2,3,2,2,1) |  |
| 9    | Bogdan Szuluk      | Stal Toruń           | 7   | (1,1,0,2,3) |  |
| 10   | Paweł Protasiewicz | Zgrzeblarki Z. Góra  | 6   | (1,2,1,1,1) |  |
| 11   | Marian Zaranek     | Polonia Bydgoszcz    | 5   | (1,0,2,0,2) |  |
| 12   | Stanisław Pacura   | Unia Tarnów          | 3   | (2,0,1,0,0) |  |
| 13   | Rajmund Świtała    | Polonia Bydgoszcz    | 3   | (0,1,1,0,1) |  |
| 14   | Mieczysław Mendyka | Zgrzeblarki Z. Góra  | 3   | (1,0,0,1,1) |  |
| 15   | Wojciech Kowalski  | Motor Lublin         | 2   | (d,1,0,1,u) |  |
| 16   | Ryszard Bielecki   | Motor Lublin         | 0   | (0,0,0,d,0) |  |

## Półfinały

### Świętochłowice (1)
- Świętochłowice, 11 września 1971(dts)
- Sędzia: Józef Goik

| Msc. | Zawodnik               | Klub                  | Pkt |             |  |
| ---- | ---------------------- | --------------------- | --- | ----------- |  |
| 1    | Paweł Waloszek         | Śląsk Świętochłowice  | 15  | (3,3,3,3,3) |  |
| 2    | Józef Jarmuła          | Śląsk Świętochłowice  | 14  | (3,3,3,3,2) |  |
| 3    | Andrzej Wyglenda       | ROW Rybnik            | 11  | (3,3,2,2,1) |  |
| 4    | Jerzy Gryt             | ROW Rybnik            | 11  | (2,2,3,2,2) |  |
| 5    | Grzegorz Kuźniar       | Stal Rzeszów          | 10  | (1,3,2,1,3) |  |
| 6    | Henryk Żyto            | Wybrzeże Gdańsk       | 10  | (2,2,1,2,3) |  |
| 7    | Marek Cieślak          | Włókniarz Częstochowa | 9   | (1,1,3,3,1) |  |
| 8    | Konstanty Pociejkowicz | Sparta Wrocław        | 8   | (2,2,0,3,1) |  |
| 9    | Andrzej Pogorzelski    | Stal Gorzów Wlkp.     | 7   | (0,2,1,1,3) |  |
| 10   | Zbigniew Jąder         | Unia Leszno           | 7   | (0,1,2,2,2) |  |
| 11   | Ryszard Dziatkowiak    | Stal Gorzów Wlkp.     | 5   | (3,w,2,u,0) |  |
| 12   | Andrzej Perczyński     | Motor Lublin          | 5   | (1,1,1,0,2) |  |
| 13   | Jerzy Owoc             | Stal Rzeszów          | 3   | (0,1,1,1,0) |  |
| 14   | Czesław Kolman         | Unia Tarnów           | 2   | (2,w)       |  |
| 15   | Jerzy Trzeszkowski     | Sparta Wrocław        | 1   | (1,0,0)     |  |
| 16   | Zdzisław Hap           | Stal Rzeszów          | 1   | (0,0,0,0,1) |  |
| –    | rez. Zenon Plech       | Stal Gorzów Wlkp.     | 1   | (0,1,0)     |  |
|      | Jerzy Padewski         | Stal Gorzów Wlkp.     |     | (qns)       |  |
|      | Stanisław Kasa         | Polonia Bydgoszcz     |     | (qns)       |  |

### Opole (2)
- Opole, 12 września 1971(dts)
- Sędzia: ?

| Msc. | Zawodnik              | Klub                 | Pkt |             |  |
| ---- | --------------------- | -------------------- | --- | ----------- |  |
| 1    | Henryk Glücklich      | Polonia Bydgoszcz    | 14  | (3,3,3,2,3) |  |
| 2    | Edward Jancarz        | Stal Gorzów Wlkp.    | 14  | (3,3,3,3,2) |  |
| 3    | Jan Mucha             | Śląsk Świętochłowice | 11  | (3,3,2,3,0) |  |
| 4    | Zygfryd Friedek       | Kolejarz Opole       | 10  | (d,2,3,3,2) |  |
| 5    | Antoni Woryna         | ROW Rybnik           | 10  | (1,3,3,2,1) |  |
| 6    | Zbigniew Podlecki     | Wybrzeże Gdańsk      | 10  | (2,2,2,3,1) |  |
| 7    | Zdzisław Dobrucki     | Unia Leszno          | 9   | (2,d,2,2,3) |  |
| 8    | Jan Ratajczyk         | Zgrzeblarki Z. Góra  | 9   | (3,2,1,0,3) |  |
| 9    | Janusz Plewiński      | Stal Toruń           | 6   | (2,0,d,1,3) |  |
| 10   | Andrzej Tkocz         | ROW Rybnik           | 6   | (1,2,u,1,2) |  |
| 11   | Bogdan Szuluk         | Stal Toruń           | 6   | (1,1,1,1,2) |  |
| 12   | Leszek Marsz          | Wybrzeże Gdańsk      | 5   | (1,1,2,0,1) |  |
| 13   | Zbigniew Marcinkowski | Zgrzeblarki Z. Góra  | 5   | (2,1,d,1,1) |  |
| 14   | Zygmunt Pytko         | Unia Tarnów          | 3   | (u,0,1,2,0) |  |
| 15   | Stanisław Tkocz       | ROW Rybnik           | 1   | (0,1,0,0,0) |  |
| 16   | Andrzej Koselski      | Polonia Bydgoszcz    | 0   | (d,0,0,0,d) |  |
|      | Stanisław Bombik      | Kolejarz Opole       |     | (qns)       |  |
|      | Stanisław Skowron     | Kolejarz Opole       |     | (qns)       |  |

## Finał
- Rybnik, 3 października 1971
- Sędzia: Rościsław Słowiecki
- NCD: 78,2 s. – Andrzej Wyglenda (2 bieg)

| Msc.   | Zawodnik               | Klub                  | Pkt  |             |  |
| ------ | ---------------------- | --------------------- | ---- | ----------- |  |
| złoto  | Jerzy Gryt             | ROW Rybnik            | 14   | (3,3,2,3,3) |  |
| srebro | Jerzy Szczakiel        | Kolejarz Opole        | 13   | (1,3,3,3,3) |  |
| brąz   | Andrzej Wyglenda       | ROW Rybnik            | 12+3 | (3,1,3,3,2) |  |
| 4      | Henryk Glücklich       | Polonia Bydgoszcz     | 12+2 | (2,2,3,2,3) |  |
| 5      | Zygfryd Friedek        | Kolejarz Opole        | 11   | (3,2,2,2,2) |  |
| 6      | Jan Mucha              | Śląsk Świętochłowice  | 10   | (2,3,2,2,1) |  |
| 7      | Edward Jancarz         | Stal Gorzów Wlkp.     | 8    | (3,3,1,0,1) |  |
| 8      | Zdzisław Dobrucki      | Unia Leszno           | 7    | (2,2,2,d,1) |  |
| 9      | Henryk Żyto            | Wybrzeże Gdańsk       | 6    | (0,2,1,3,d) |  |
| 10     | Grzegorz Kuźniar       | Stal Rzeszów          | 6    | (1,d,1,1,3) |  |
| 11     | Paweł Waloszek         | Śląsk Świętochłowice  | 5    | (0,1,3,1,0) |  |
| 12     | Zbigniew Podlecki      | Wybrzeże Gdańsk       | 5    | (2,1,w,0,2) |  |
| 13     | Konstanty Pociejkowicz | Sparta Wrocław        | 4    | (0,w,w,2,2) |  |
| 14     | Marek Cieślak          | Włókniarz Częstochowa | 4    | (1,0,1,1,1) |  |
| 15     | Andrzej Pogorzelski    | Stal Gorzów Wlkp.     | 2    | (1,0,0,1,0) |  |
| 16     | Jan Ratajczyk          | Zgrzeblarki Z. Góra   | 1    | (0,1,d,0,0) |  |
|        | Józef Jarmuła          | Śląsk Świętochłowice  |      | (qns)       |  |
|        | Antoni Woryna          | ROW Rybnik            |      | (qns)       |  |

| Bieg | Czas (s) | 1.        | 2.           | 3.          | 4.               |
| 1    | 78,5     | Gryt      | Podlecki     | Szczakiel   | Pociejkowicz     |
| 2    | 78,2     | Wyglenda  | Glücklich    | Kuźniar     | Żyto             |
| 3    | 78,9     | Jancarz   | Dobrucki     | Pogorzelski | Ratajczyk        |
| 4    | 79,2     | Friedek   | Mucha        | Cieślak     | Waloszek         |
| 5    | 79,6     | Mucha     | Dobrucki     | Wyglenda    | Pociejkowicz (w) |
| 6    | 78,7     | Gryt      | Glücklich    | Waloszek    | Pogorzelski      |
| 7    | 79,4     | Jancarz   | Żyto         | Podlecki    | Cieślak          |
| 8    | 79,3     | Szczakiel | Friedek      | Ratajczyk   | Kuźniar (d)      |
| 9    | 78,9     | Glücklich | Friedek      | Jancarz     | Pociejkowicz (w) |
| 10   | 79,1     | Wyglenda  | Gryt         | Cieślak     | Ratajczyk (d)    |
| 11   | 79,5     | Waloszek  | Dobrucki     | Kuźniar     | Podlecki (w)     |
| 12   | 78,4     | Szczakiel | Mucha        | Żyto        | Pogorzelski      |
| 13   | 79,2     | Żyto      | Pociejkowicz | Waloszek    | Ratajczyk        |
| 14   | 78,6     | Gryt      | Mucha        | Kuźniar     | Jancarz          |
| 15   | 78,5     | Wyglenda  | Friedek      | Pogorzelski | Podlecki (u)     |
| 16   | 79,2     | Szczakiel | Glücklich    | Cieślak     | Dobrucki (d)     |
| 17   | 79,7     | Kuźniar   | Pociejkowicz | Cieślak     | Pogorzelski      |
| 18   | 78,9     | Gryt      | Friedek      | Dobrucki    | Żyto (d)         |
| 19   | 79,3     | Glücklich | Podlecki     | Mucha       | Ratajczyk        |
| 20   | 78,4     | Szczakiel | Wyglenda     | Jancarz     | Waloszek         |
| Dod. | 78,8     | Wyglenda  | Glücklich    |             |                  |